# Das goldne Königreich
Das goldne Königreich ist ein Märchen (AaTh 401). Es steht in Johann Wilhelm Wolfs Deutsche Hausmärchen an Stelle 5.

## Inhalt
Ein Jüngling schläft im Wald bei einer alten Frau und will da jagen. Sie rät ab und lässt seinen Diener verhindern, dass er auf einer Lichtung drei weiße Hirsche schießt. Am zweiten Tag sind es drei braune, dann drei schwarze Hirsche. Zornig erschießt der Jüngling den Diener und reitet in Reue fort. An einer Quelle begegnet er drei Jungfrauen, die er mit ihrem Königreich hätte erlösen sollen. Die Älteste gibt ihm ein Schwert, das alles tötet, die zweite eine Börse, die nie leer wird, die Jüngste einen Goldring. Er rettet einen Löwen vor einem Lindwurm, reist über drei wilde Meere, durch drei Länder mit Riesen, die er mit dem Schwert und dem Löwen überwindet, ins goldne Königreich. Er fährt ins Schloss in einem schwarzen, einem braunen, dann in einem weißen Wagen, da ist es offen. Er kriegt die Jüngste.

## Herkunft
Der Titel Das goldne Königreich ist bei Wolf nicht mit einem Sternchen (*) versehen, was laut seiner Vorrede anzeigt, dass er selbst den Text ausarbeitete. Ähnlich ist in seiner Sammlung Der Hinkelhirt. Die Geldbörse erinnert an Fortunatus, der Ring ist wohl Zeichen der Verlobung, obwohl das Motiv blind bleibt. Löwen gelten als edel, ein Lindwurm ist ein Drache.
Walter Scherf findet Wolfs Erzählung schlüssig, reich an Einzelheiten, aber alles aus anderem Zusammenhang, bei fehlender Eingangsmotivik. Eine Zuordnung zu Märchentyp AaTh 401 bestehe, indem die Prinzessin als Hirsch einen Jäger anlockt, sich mit ihm an einer Quelle verlobt und ihn in einer Jenseitswelt nach ihr suchen lässt. Deutlich sei auch die Nähe zu Schwanjungfraumärchen (AaTh 400) wie Grimms Die Rabe. Einzelzüge erinnerten an die Bildwelt mittelalterlicher Verserzählungen. Der Zug über drei Meere bei gefordertem Blutzoll zeige dramatisch, wie der durch Unbedachtheit und Maßlosigkeit zuerst Gescheiterte schließlich mit Unbeirrbarkeit und Zielbewusstsein jede Grenze überwindet, und stamme wahrscheinlich aus Märchen vom Mann, der ans Ende der Welt geschickt wird, etwas Unmögliches zu holen (AaTh 465 A), wie Afanas’evs Geh ich weiß nicht wohin, hol ich weiß nicht was. Scherf vergleicht weiter Hans Sachs’ Meisterlied Der Ritter von Purgund mit dem Hirsen, Károly Gaáls Königssohn Árgirus (Die Volksmärchen der Magyaren im südlichen Burgendland, Nr. 16), Lauri Simonsuuris Die Königstochter hinter drei Meeren auf dem Glasberg (Finnische Volkserzählungen, Nr. 41), und andere.